# Isaac Summerfield
Isaac Summerfield detto Ike (1989) è un giocatore di football americano australiano, che ha giocato come cornerback.